# Smobilizzo crediti
Lo smobilizzo crediti indica quelle operazioni attraverso le quali le imprese cedono alla banca o ad altre imprese di finanziamento (imprese di factoring), i crediti vantati verso la clientela e sorti in seguito ad operazioni di vendita con pagamento dilazionato, e ne ricevono il valore attuale. 
In altre parole, consente di ottenere dei finanziamenti nel periodo della dilazione concessa, e di delegare a terzi (di solito le banche stesse) la gestione degli incassi dei crediti. È un modo per ottenere liquidità e fare una migliore programmazione aziendale. 
Lo smobilizzo crediti può configurarsi come anticipo di portafoglio o come anticipo su fatture. Con l'anticipo di portafoglio la banca permette a coloro che sono in attesa di riscuotere delle somme certe a scadenza, di ottenerne subito l'accredito con un tasso di smobilizzo inferiore rispetto al fido in conto corrente bancario. Con l'anticipo su fatture viene concesso un anticipo su importi dovuti come da fatture emesse o contratti tra imprese. 